# Врбичани (Литомјержице)
Врбичани (чеш. Vrbičany) је насељено мјесто са административним статусом сеоске општине (чеш. obec) у округу Литомјержице, у Устечком крају, Чешка Република.

## Становништво
Према подацима о броју становника из 2014. године насеље је имало 327 становника.